# Jurte
En jurte (eller ger i Mongoliet) er et cirkulært foldbart filttelt med træskelet, som især benyttes af nomader i Centralasien.